# Alan Hippe
Alan Hippe (* 3. Januar 1967 in Darmstadt) ist ein deutscher Industriemanager. Er ist seit 1. April 2011 Finanzvorstand des Pharmakonzerns Hoffmann-La Roche.

## Leben
Nach dem Studium der Betriebswirtschaftslehre an den Universitäten Mannheim und Toulon arbeitete Hippe zunächst als wissenschaftlicher Mitarbeiter und Doktorand an den Universitäten Mainz und Mannheim.
Der Einstieg ins Berufsleben folgte nach seiner Dissertation im Jahr 1996 bei der AVECO Holding AG in Frankfurt am Main als Leiter des Bereiches Controlling und IT-Systeme. 1998 wechselte Hippe zur Frankfurter Fraport AG und war dort ebenfalls als Bereichsleiter Controlling, Finanzen und Rechnungswesen tätig, bevor er 2002 in den Vorstand des Automobilzulieferers Continental AG eintrat. Als Finanzvorstand wurde er 2008 zum stellvertretenden Vorstandsvorsitzenden ernannt. Ende Februar 2009 schied Alan Hippe bei Continental aus und nahm seit 1. April 2009 die Funktion des Finanzvorstands beim Stahl- und Industriegüterkonzern ThyssenKrupp ein. Im Januar 2011 kündigte er seinen Rücktritt von dieser Position zum 31. März 2011 an, nachdem Heinrich Hiesinger zum neuen Vorstandsvorsitzenden des Konzerns berufen wurde. Seit 1. April 2011 ist er Finanzvorstand bei Hoffmann-La Roche und löste dort Erich Hunziker ab.
Hippe ist verheiratet mit der Tochter von Manfred Bischoff.